# Adelaide City Football Club
O Adelaide City Football Club é um clube de futebol da Austrália, localizado no subúrbio de Oakden, na cidade de Adelaide. Fundado em 1946 por um grupo de imigrantes italianos, o clube tem em sua história a conquista da primeira edição da Liga dos Campeões da OFC, em 1987, além de ser um dos fundadores da National Soccer League, que por muitos anos foi a principal divisão do Campeonato Australiano.

## Títulos
| Internacionais           | Internacionais | Internacionais          | Internacionais |
| Competição               | Títulos        | Temporadas              |                |
| ------------------------ | -------------- | ----------------------- | -------------- |
| Liga dos Campeões da OFC | 1              | 1987                    |                |
| Nacionais                |                |                         |                |
| Competição               | Títulos        | Temporadas              |                |
| National Soccer League   | 3              | 1986, 1991-92 e 1993-94 |                |
| NSL Cup                  | 3              | 1979, 1989 e 1991-92    |                |